# Oxycilla basipallida
Oxycilla basipallida är en fjärilsart som beskrevs av Barnes och Mcdunnough 1916. Oxycilla basipallida ingår i släktet Oxycilla och familjen nattflyn. Inga underarter finns listade i Catalogue of Life.